# Alwin Boerst
Alwin Boerst, né le 20 octobre 1910 à Osterode et mort au combat le 30 mars 1944 près de Iași, est un soldat allemand, as sur stuka durant la Seconde Guerre mondiale. 
Il a été décoré de la croix de chevalier de la croix de fer avec feuilles de chêne et glaives.